# Radicalisation Awareness Network
Radicalisation Awareness Network (RAN) är ett nätverk under Europakommissionen med uppdrag att motverka radikalisering, terrorism och extremism. RAN är förutom ett nätverk för yrkesverksamma ur gräsrotsrörelser även en plattform för akademiker och beslutsfattare. RAN är finansierat av Internal Security Fund.